# エルズベス
『エルズベス』（原題：Elsbeth）は、2024年2月29日にCBSで初公開されたアメリカの刑事コメディドラマテレビシリーズ。『グッド・ワイフ』（2009年-2016年）と『グッド・ファイト』（2017年-2022年）のスピンオフであり、キャリー・プレストンが型破りな弁護士エルズベス・タシオニを演じる。
『エルズベス』のほとんどのエピソードでは、伝統的なフーダニット形式ではなく、倒叙ミステリ形式が採用されており、最初から殺人犯が誰で、どのように、なぜ犯罪を犯し、どのように捕まるのかが視聴者に示される。
日本では、シーズン1がParamount+より2024年9月20日から独占配信され、シーズン2は2025年4月25日から独占配信された。

## キャスト
※括弧内は日本語吹替。
エルズベス・タシオニ
演 - キャリー・プレストン（伊倉一恵）
カヤ・ブランケ
演 - カーラ・パターソン（竹内順子）
エルズベスと親しくなるニューヨーク市警の若い警官。
C・W・ワグナー巡査部長
演 - ウェンデル・ピアース（楠大典）

### リカーリング
ボビー・スマレン刑事
演 - ダニー・マストロジョルジオ（松山鷹志）
フレッド・セレタノ
演 - ダニー・マッカーシー（田中美央）
S1に出演。
デイブ・ヌーナン中尉
演 - フレドリック・レーン（ふくまつ進紗）
S1に出演。
クラウディア・ペイン
演 - グロリア・ルーベン
C・W・ワグナーの妻。
マーティン・ワリ
演 - アジェイ・ナイデュ
スティーブ・コナー中尉
演 - ダニエル・K・アイザック
S2に出演。
カーター・シュミット
演 - クリスチャン・ボール
S2に出演。
テディ・タシオニ
演 - ベン・レヴィ・ロス（阿部詩央）
エルズベスの息子。S2に出演。
ジャッキー・ドネリー刑事
演 - モリー・プライス
エドワーズ刑事
演 - ミカエラ・ダイアモンド（高橋雛子）
バズ・フレミング刑事
演 - ダニエル・オレスクス（石田圭祐）
S2に出演。
ミルトン・クロフォード判事
演 - マイケル・エマーソン
S2に出演。
キャメロン・クレイデン
演 - サリバン・ジョーンズ
S2に出演。

### ゲスト
アレックス・モダリアン
演 - スティーヴン・モイヤー
尊敬される演劇講師兼教授。S1#1に出演。
ジョアン・レノックス
演 - ジェーン・クラコウスキー（佐々木優子）
高級不動産ブローカー。S1#2に出演。
グロリア・ブレッチャー
演 - リンダ・ラヴィン
協同組合理事長。S1#2に出演。
ジョーイ・ブラウナー
演 - ジョニー・ウー（中川慶一）
刑事。S1#2に出演。
スキップ・メイソン
演 - ジェシー・タイラー・ファーガソン（伊藤健太郎）
人気リアリティ番組「ラヴィッシュ・レディース」のプロデューサー。S1#3に出演。
レイニー・アン・ベルフォート
演 - パロマ・ガルシア・リー
S1#4に出演。
マーゴ・クラーク
演 - レタ（三木晶）
S1#4に出演。
クリフ・マクグラス
演 - ブレア・アンダーウッド（江川央生）
新進気鋭のテニス選手の父兼コーチ。S1#5に出演。
ヴァネッサ・ホームズ
演 - ジーナ・ガーション（山像かおり）
美容外科医。S1#6に出演。
ヤブロンスキー博士
演 - ダニエル・デイビス（麦人）
S1#6、S2#1に出演。
アシュトン・ヘイズ
演 - キーガン＝マイケル・キー（落合弘治）
金融会社のCEO。S1#7に出演。
デレク・デイヴィス
演 - ニック・フォンデュリス（バトリ勝悟）
S1#7に出演。
クイン・パワーズ
演 - エリザベス・レイル（関香澄）
アプリの開発者。S1#8に出演。
ジョー
演 - アリアン・モーイエド（長谷川敦央）
カクテルバーのオーナー。S1#9に出演。
アイヴィ・ベンソン
演 - ポーリーナ・シンガー（岡純子）
S1#9に出演。
マッテオ・ハート
演 - アンドレ・デ・シールズ（樋浦勉）
ベテランデザイナー。S1#10に出演。
メアリー・ベス
演 - レグナ・セディージョ（鳥越まあや）
S1#10に出演。
ナディーン・クレイ
演 - ローラ・ベナンティ（木下紗華）
S1#10に出演。
フィリップ・クロス
演 - ネイサン・レイン （山野井仁）
オペラ愛好家の元弁護士。S2#1に出演。
ニール・ドーシー
演 - ロブ・リグル（さかき孝輔）
塗料製造会社の大富豪。S2#2に出演。
マッケンジー・アルトマン
演 - ブリタニー・オグレイディ（村中知）
元子役のテレビ女優。S2#3に出演。
ライアン・スパーン
演 - ダニー・ベック（松川裕輝）
弁護士兼マネージャー。S2#3に出演。
ロゼリン
演 - ヴァネッサ・ウィリアムス
財産を失ったお金持ち。S2に出演。
ジェネヴィエーヴ・ヘイル
演 - パメラ・アドロン
悪名高い気性のシェフ。S2に出演。
サム
演 - ジャック・ダヴェンポート
レストランの支配人。S2に出演。
ディーディー・ダッシャー
演 - ヴァネッサ・ベイヤー
クリスマスキュレーター。S2に出演。
レジーナ・コバーン
演 - ローリー・メトカーフ
探偵ドラマで有名なテレビ女優。S2に出演。
トム・マーフィー
演 - エリック・マコーマック
S2に出演。
ビル/ピーター・ヘプソン
演 - アラン・ラック
S2#10に出演。
アンガス・オリファント＝ドナチャイド
演 - ヨアン・グリフィズ
エルズベスが殺人犯を捕まえるのを手伝うスコットランド人。S2に出演。
ローレンス・グレイ
演 - マシュー・ブロデリック
S2に出演。
クロエ
演 - ジョーダナ・ブリュースター
ライフスタイルコンサルタント。S2に出演。
プペッタ・デル・ポンテ
演 - アリッサ・ミラノ
レストランのオーナー。S2に出演。
マリリン・グラッドウェル
演 - トレイシー・ウルマン
霊能者。S2に出演。
フレイヤ・フロスタッド
演 - メアリー＝ルイーズ・パーカー
片づけの第一人者。S2に出演。
アーサー・グリーン・ジュニア
演 - デヴィッド・アラン・グリア
葬儀屋。S2に出演。
リース・チャンドラー
演 - イーサン・スレイター
警察官。S2に出演。
ロッド・ベッドフォード
演 - ビリー・マグヌッセン
S2に出演。
エドウィン・ドゥーザント
演 - ジョン・キャロル・リンチ
汚職判事。S2に出演。
マーティン夫人
演 - ドナ・リン・チャンプリン
刑務所所長。S2に出演。

## 製作
第1シーズンの撮影は2024年1月に開始され、2024年4月下旬に終了した。第1シーズンはニューヨークで撮影され、10話で構成されている。

## 公開
第1シーズンは2024年2月29日にCBSで初公開されたが、番組編成の都合上、その後のエピソードは4月4日まで毎週の放送が開始されなかった。第2シーズンは2024年10月17日にCBSで初公開された。
オーストラリアでは2024年4月26日にParamount+で初公開された。